# Kyshtym
Kyshtym (en ruso: Кышты́м) es una localidad rusa del óblast de Cheliábinsk localizado en la ladera oriental del sur de los Urales a 90 km al noroeste de Cheliábinsk.
De acuerdo con el censo de 2016, la población era de 37 809 habitantes.[cita requerida]

## Historia

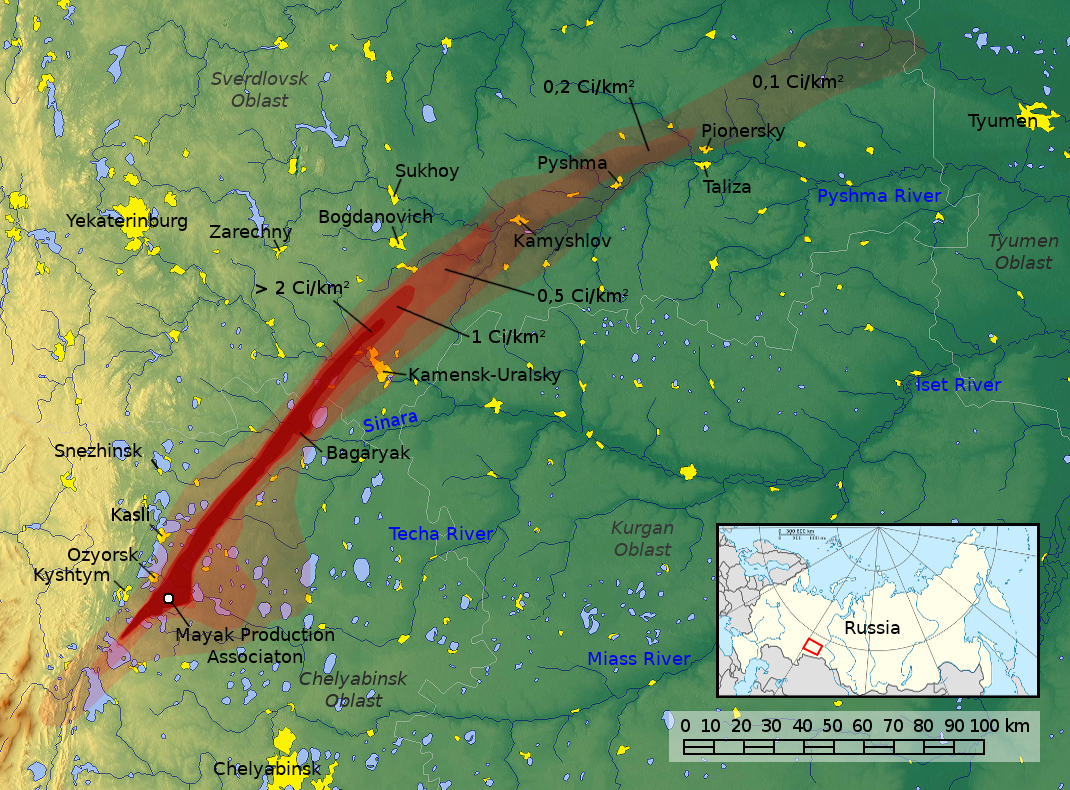
Rastro de la nube radiactiva de 1957

Fue establecido en 1757 por el Demidov Nikita Nikitich en las cercanías con dos factorías de producción de metal y siderurgia. En 1897 tenía contabilizada una población de 12 331 habitantes. En 1934 obtuvo el estatus de ciudad.
En 1910, una empresa de Herbert Hoover asociada con la hacienda propiedad de la Baronía Meller Zakomelsky se instaló en la zona con el objetivo de modernizar la industria del cobre, el hierro y el acero. De acuerdo sus palabras: "existió una pequeña industria del acero desde hace 150 años que producían láminas de hierro resistentes al óxido".

### Accidente nuclear
Kyshtym se encuentra cerca del complejo nuclear de Ozyorsk, también conocido como "Mayak" (faro en ruso). El 29 de septiembre de 1957 se produjo una violenta explosión fruto de un vertido accidental de nitrato seco y sales de acetato en un tanque que contenía residuos altamente radiactivos. En consecuencia, 15 000 km² quedaron contaminados. La explosión se debió a un fallo del sistema de refrigeración del tanque.